# 山梨県道414号山保久那土線
山梨県道414号山保久那土線（やまなしけんどう414ごう やまほくなどせん）は、山梨県西八代郡市川三郷町と南巨摩郡身延町を結ぶ一般県道である。

## 概要

### 路線データ
- 起点：山梨県西八代郡市川三郷町山保（信号無交差点＝山梨県道409号四尾連湖公園線交点）
- 終点：山梨県南巨摩郡身延町三澤（信号無交差点＝山梨県道9号市川三郷身延線交点）

## 通過する自治体
- 山梨県
  - 西八代郡市川三郷町 - 南巨摩郡身延町

## 交差・接続する道路
- 山梨県道409号四尾連湖公園線（西八代郡市川三郷町山保・信号無交差点）
- 山梨県道9号市川三郷身延線（南巨摩郡身延町三澤・信号無交差点）